# گرفتن دبورا لوگان
گرفتن دبورا لوگان (به انگلیسی: The Taking of Deborah Logan) فیلم ترسناک فراطبیعی آمریکایی محصول سال ۲۰۱۴ در سبک ویدئوی پیداشده می‌باشد که اولین تجربهٔ کارگردانی آدام روبیتل به‌عنوان فیلم بلند به‌شمار می‌رود. او فیلمنامه را نیز با گاوین هفرنان نوشته و فیلم را تدوین کرده است. جیل لارسون، آن رمزی و مایکله انگ در این فیلم به ایفای نقش پرداخته‌اند. داستان فیلم در ویرجینیا رخ می‌دهد و دربارهٔ گروهی از سازندگان فیلم مستند است که در حال ساخت مستندی درباره بیماران آلزایمر هستند و در حین فیلمبرداری از زنی مبتلا به این بیماری، متوجهٔ چیز شومی می‌شوند. این فیلم توسط جف رایس و برایان سینگر تهیه و در  ۲۱ اکتبر ۲۰۱۴ منتشر شده‌است.